# Sericostoma personatum
Sericostoma personatum – gatunek owada z rzędu chruścików i rodziny Sericostomatidae. Larwy prowadzą wodny tryb życia.
Występuje w całej Europie, zasiedla strefę rhitralu oraz krenalu, limneksen.
Jedną larwę z rodzaju Sericostoma złowiono w stawie dolinnym Karkonoszy. Riedel (1962) informuje także o obecności w stawach tatrzańskich. Larwy spotykane były na dnie kamienistym w jeziorze oligotroficznym Konnevesi w Finlandii, w jeziorkach Karelii, duńskim mezoeutroficznym jez. Esrom, w mezoeutroficznych jeziorach Irlandii i Wielkiej Brytanii, a także w jeziorze przepływowym w Jugosławii.